# Sâlța
Sâlța település Romániában, a Partiumban, Máramaros megyében.

## Fekvése
Rozávlya (Rozavlea) mellett fekvő település.

## Története
Sâlța 2006-ban alakult Rozávlya (Rozavlea) egyik településrészéből.
2006-ban 300 lakosa volt a településnek.